# Juan Carlos Chiappe
Juan Carlos Chiappe (Floresta, Buenos Aires, Argentina; 28 de julio de 1914 - ibídem; 18 de diciembre de 1974) fue un prestigioso dramaturgo, libretista de radio, escritor, comediógrafo, actor y director radioteatral argentino que a veces utilizaba el seudónimo de Claudio Zuviría, autor de numerosas obras.de una notable y extensa trayectoria artística.

## Carrera
Hijo de padres argentinos hijos de italianos fallecidos a corta edad, su padre tuvo un puesto en el mercado Alcobendas de Juan B. Alberdi y avenida La Plata. Su madre murió cuando Chiappe tenía 11 años y cuatro hermanos menores que él. A sus 16 años un ómnibus atropelló a uno de ellos.
Creador del popular personaje interpretado por Juan Carlos Altavista, "Minguito Tinguitella"  nacido en la comedia radial Por las calles de Pompeya, llora el tango y la Mireya de 1960, Chiappe se lució en el ambiente radial con decenas de radioteatros interpretados por primeras figuras como Mercedes Carné, Mecha Caus, Francisco de Paula, Delfy de Ortega, Virginia Romay, Eva Duarte, Atilio Supparo, Sergio Malbrán, Nelly Hering, Pedro López Lagar y Gloria Ferrandiz. Se lució en Radio del Pueblo, Antártida, Porteña, Provincia, Radio Mitre, Radio Splendid, entre otras.
Empezó a cantar tangos cuando tenía 14 años y después escribía por monedas para otros que aparecían como los autores. El 28 de febrero de 1928 cantó en Radio Patria. Antes había sido obrero gráfico, después trabajó de lustrabotas, de oficinista y de cantante. Por el '38 hubo un concurso donde presenté un escrito suyo. Fue Carlos de la Púa que le brindó su apoyo y escribieron una obra de teatro que firmaron en conjunto. A partir de ese momento su carrera de intérprete, director y escritor de radioteatro fue creciendo hasta alcanzar una popularidad increíble. Dirigió radioteatro desde los 24 años y encabezó como actor y autor de su propia compañía desde 1955 hasta 1969.
Considerado como el "Rey del Radioteatro Popular", con más de 600 títulos, algunas de sus creaciones fueron:
- 1928: Pobrecito Goyo.
- 1928: El payaso rojo.
- 1930: Una rosa de sangre sobre la arena.
- 1933: El gorrión de Buenos Aires.
- 1935: El caserón de los Barrientos.
- 1935: Malena muchacha de mi pueblo.
- 1936: Inocencio.
- 1937: El humor de El clan del aire.
- 1938: Lito, el diariero de la esquina.
- 1939: Beba, la de la feria.
- 1940: Fachenzo el maldito, con Totón Podestá y Omar Aladio, quien se consagró este último con el villano clásico de la telefonía argentina.[6]
- 1943: El dolor de un gran amor, autoría compartida junto Aldo Luzzi, con Virginia Romay.
- 1945: Marta y yo.
- 1950: Marinella, la novia del río.
- 1951: Nazareno Cruz y el lobo.
- 1952: De buen humor.
- 1953: Cosas que viví y las cuento.
- 1958:  Historia de Juan Barrientos, Carrero del 900.
- 1961: Juan sin Ropa.
- 1961: El rubio Millán.
- 1962: El tren de las 8.[7]
- 1962: El hijo del inmigrante.

En 1975 su radioteatro Nazareno Cruz y el Lobo llega al cine con su versión fílmica dirigida por Leonardo Favio (su gran amigo quien le dedicó tiempo atrás su película Juan Moreira) e interpretada por Juan José Camero, Marina Magali, Lautaro Murúa, Nora Cullen, Elcira Olivera Garcés y Alfredo Alcón.
En 1983 su libreto de Pelear por la vida fue llevado a la pantalla chica protagonizada por el boxeador Carlos Monzón y la actriz Graciela borges. Lo mismo ocurrió con Por las calles de Pompeya, llora el tango y la Mireya interpretada por Susana Rinaldi. En 1974 escribió La pensión de Minguito con Altavista, Javier Portales, Adolfo García Grau, Alberto Irízar, Carmen Morales y Luis Tasca.
En 1983 la viuda de Chiappe lo demandó tanto a Juan Carlos Altavista, como a Gerardo Sofovich y a Roberto Peregrino Salcedo, para que se le reconociera la propiedad intelectual del personaje Minguito. Luego de un fallo de la Cámara de Apelaciones reconoció al actor como único dueño del personaje de Minguito Tinguitella, rechazando el pedido de la viuda.
En teatro hizo:
- Destellos, con la Compañía de Héctor Bates, junto con Héctor Miranda, Laurita Camili y José Canosa.
- El paisano Mala Suerte
- El gorrión de Buenos Aires.

## Filmografía
Autor
- Nazareno Cruz y el lobo (1975)

## Galardones
Poco después de su fallecimiento en 1974 se le hizo una placa y monolito en su homenaje.